# František Šromota
František Šromota (28. listopadu 1853 Penčice – 26. října 1912 Hranice), byl rakouský právník a politik české národnosti z Moravy; poslanec Moravského zemského sněmu a starosta Hranic.

## Biografie
Narodil se v Penčicích. Otec Josef Šromota byl rolníkem. Matkou byla Petronilla Horáková. V roce 1873 absolvoval v Olomouci c.k. Slovanské gymnasium a pak vystudoval práva na Univerzitě Karlově v Praze. Během studií v Praze byl členem spolku moravských studentů Radhošť. Nastoupil pak jako koncipient v Olomouci, nejprve u Josefa Fanderlíka a později u Jana Žáčka. V obou případech šlo o významné advokáty a politiky. Zejména Žáček byl potom trvalým politickým souputníkem Šromoty. Od února 1884 byla jeho manželkou dcera majitele vápenky v Černotíně a zemského poslance Josefa Schindlera Marie Amálie Šindlerová. V roce 1888 se přistěhovali do Hranic, kde jim patřil dům čp. 24 v Radniční ulici. Působil zde jako advokát. Kancelář převzal po Eduardu Kallusovi. a byl veřejně a politicky aktivní. Byl regionálním předákem Moravské národní strany (staročeské). Radnici v Hranicích tehdy ovládal německý blok okolo starosty Friedricha Plachkyho. Česká opozice se opakovaně snažila v obecních volbách tuto německou převahu narušit, poprvé již v obecních volbách roku 1898.

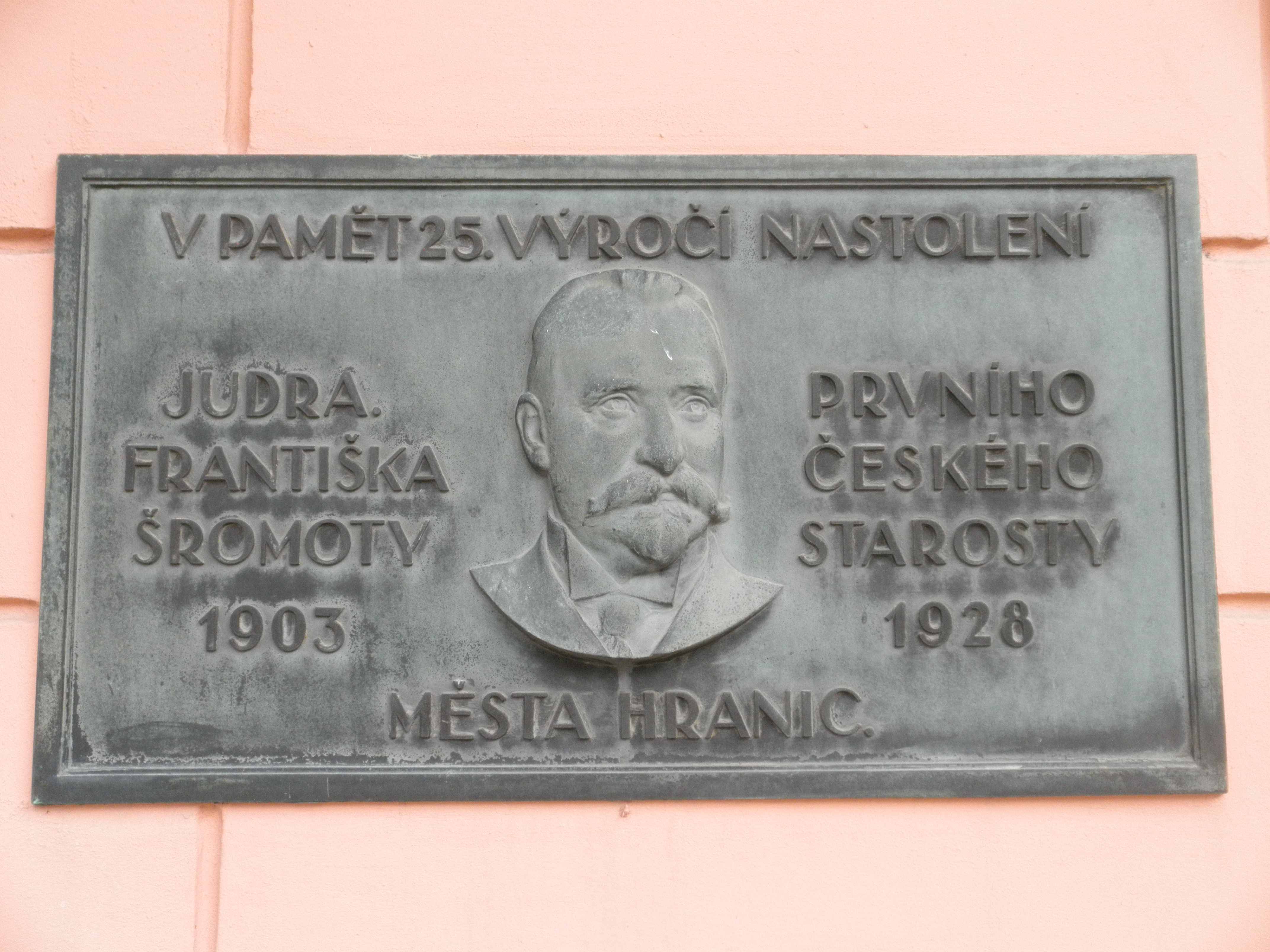
Zvolení Šromoty starostou Hranic v roce 1903 připomíná pamětní deska na radnici v Hranicích. Desku vytvořil v roce 1928 Ladislav Vlodek.

Zdařilo se jí to až roku 1903. 21. července 1903 byl Šromota zvolen do funkce starosty. Slavnostní uvedení do úřadu se odehrálo 13. září 1903. Německá opozice výsledek obecních voleb napadla. Správní soud proto nařídil opakování voleb v I. voličském sboru (nejbohatších voličů). Šromotu dočasně nahradil vládní komisař Petr Körndlmayer z Ehrenfeldu. I po opakovaných volbách ale česká strana měla převahu a Šromota byl definitivně instalován coby starosta Hranic. Na tomto postu setrval až do své smrti roku 1912. Za jeho úřadování došlo k výstavbě železobetonového mostu přes Bečvu, zřízen byl městský park u řeky, postavena plynárna a několik školských budov. V roce 1912 bylo založeno české gymnázium. Roku 1907 mu město udělilo čestné občanství a po jeho smrti získalo náměstí na pravém břehu Veličky jméno Šromotovo náměstí. Byl činný i publicisticky. Přispíval do listu Našinec. Založil Hranicko-lipnické noviny, později nazvané Hlasy z Pobečví, které se tiskly v Družstvu knihtiskárny v Hranicích, u jehož založení také stál Šromota. V jeho novinových příspěvcích byl přítomen i nacionalismus a antisemitismus. Od konce 80. let byl předsedou Občanské besedy Jurik v Hranicích. Mezi jeho blízké spolupracovníky na radnici patřil poslanec Jaroslav Bureš.
Počátkem 20. století se Šromota zapojil i do vysoké politiky. V zemských volbách v roce 1906 byl zvolen na Moravský zemský sněm, za kurii městskou, český obvod Hranice, Lipník, Nový Jičín atd. Neúspěšně kandidoval již v zemských volbách v roce 1902. Tehdy ho ovšem ještě těsně porazil německý starosta Hranic Friedrich Plachky. Na sněm byl Šromota roku 1906 zvolen za staročeskou stranu. Staročechům zůstal věrný i počátkem 20. století v podmínkách, kdy se jejich konzervativnější pojetí politického života dostávalo do menšiny. Šromota v roce 1906 v debatách uvnitř strany odmítal všeobecné volební právo. Byl předsedou české kurie na zemském sněmu.
Hodlal kandidovat i ve volbách do Říšské rady roku 1907 coby konzervativní soupeř Tomáše Masaryka, ale nakonec se voleb nezúčastnil a poslancem ve vídeňském parlamentu se stal Masaryk.
Zemřel v říjnu 1912. Byl uložen v čestném a nadačním hrobě na městském hřbitově v Hranicích. Ve funkci starosty ho nahradil Ludvík Popp.

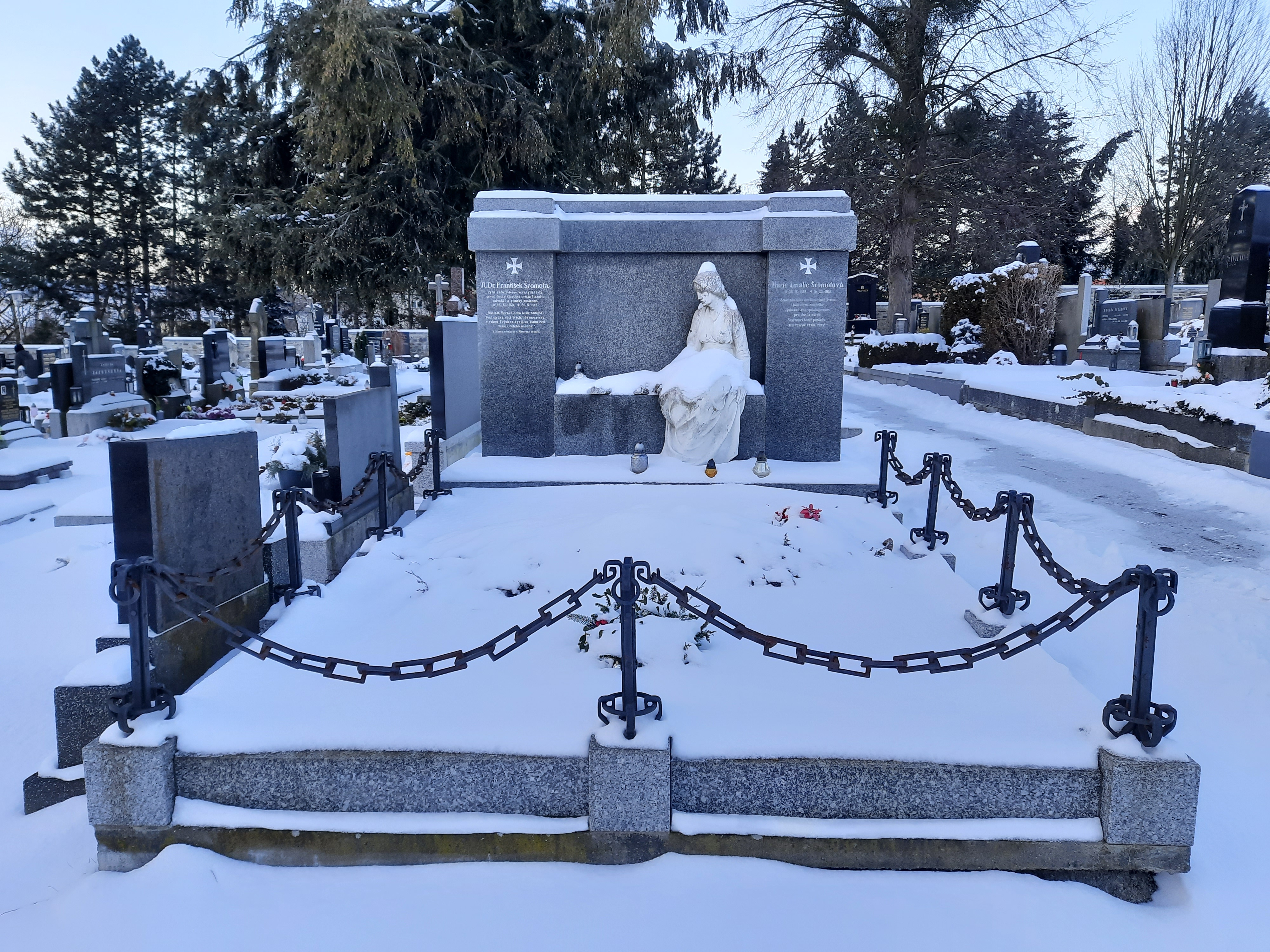
Hrob rodiny Františka Šromoty na Městské hřbitově v Hranicích

Jeho švagrem byl politik Václav Šílený.